# Powiat de Proszowice
Le powiat de Proszowice (en polonais powiat proszowicki) est un powiat (district) appartenant à la voïvodie de Petite-Pologne dans le Sud de la Pologne.

## Division administrative
Le powiat de Proszowice comprend 6 communes :
| Gmina        | Type         | Superficie (km²) | Population (2011) | Siège        |
| Proszowice   | urbain-rural | 99,8             | 16 514            | Proszowice   |
| Koniusza     | rural        | 88,5             | 8 781             | Koniusza     |
| Nowe Brzesko | urbain-rural | 54,5             | 5 789             | Nowe Brzesko |
| Koszyce      | rural        | 66,0             | 5 740             | Koszyce      |
| Pałecznica   | rural        | 48,0             | 3 685             | Pałecznica   |
| Radziemice   | rural        | 57,9             | 3 469             | Radziemice   |